# Дан Цолер
Дан Цолер (19 січня 1974) – ізраїльський шахіст, гросмейстер від 2011 року.

## Шахова кар'єра
Перших значущих успіхів досягнув на початку 1990-х років. 1990 року здобув звання чемпіона Ізраїлю серед юніорів до 20 років. У 1992 році виграв у Дуйсбургу – бронзову медаль чемпіонату світу серед юнаків до 18 років. У наступних роках багато разів стартував у міжнародних турнірах, досягнувши успіху, зокрема, в таких містах як:
- Фельден (1995, поділив 1-ше місце разом із, зокрема, В'ячеславом Ейнгорном, Валерієм Логіновим, Чабою Хорватом, Іваном Фараго i Йожефом Хорватом),
- Шварцах (1998, поділив 1-ше місце разом з Валерієм Беймом),
- Роттердам (1998, Чемпіонат світу з шахів серед студентів – бронзова медаль)[1],
- Біль (2002, відкритий турнір, поділив 1-ше місце разом з Мілошем Павловичем, Борисом Аврухом, Крістіаном Бауером i Хуленом Луїсом Арісменді Мартінесом),
- Грац (2002, поділив 2-ге місце позаду Властіміла бабули, разом із, зокрема, Віктором Купрейчиком і В'ячелавом Ейнгорном),
- Тель-Авів (2002, поділив 2-ге місце позаду Авідгора Биховського, разом зі Звулоном Гофштейном i Сергієм Еренбургом),
- Тель-Авів (2005, посів 1-ше місце),
- Герцлія (2008, посів 2-ге місце позаду Костянтина Лернера),
- Ертс (2010, турнір Internacional d'Escacs d'Andorra, посів 1-ше місце),
- Аринсаль (2011, поділив 2-ге місце позаду Кіріла Георгієва, разом із, зокрема, Марком Нарсісо Дубланом i Едуардо Іттурізагою),
- Бенаске (2012, посів 1-ше місце)[2].

Найвищий рейтинг Ело дотепер мав станом на 1 серпня 2012 року, досягнувши 2558 пунктів, посідав тоді 12-те місце серед ізраїльських шахістів.

## Зміни рейтингу
| На цьому місці має відображатися графік чи діаграма, однак з технічних причин його відображення наразі вимкнено. Будь ласка, не видаляйте код, який викликає це повідомлення. Розробники вже працюють для того, щоби відновити штатне функціонування цього графіка або діаграми. | |
| | На цьому місці має відображатися графік чи діаграма, однак з технічних причин його відображення наразі вимкнено. Будь ласка, не видаляйте код, який викликає це повідомлення. Розробники вже працюють для того, щоби відновити штатне функціонування цього графіка або діаграми. |